# 暗黒星団帝国の戦闘艦
暗黒星団帝国の戦闘艦（あんこくせいだんていこくのせんとうかん）は、アニメ「宇宙戦艦ヤマトシリーズ」に登場する暗黒星団帝国（リメイクアニメではデザリアム）に所属する架空の戦闘艦の一覧。

## 凡例
本記事では作品名を以下のように表記する。
- テレビアニメ『宇宙戦艦ヤマト 新たなる旅立ち』 - 『新たなる旅立ち』
- 劇場アニメ『ヤマトよ永遠に』 - 『永遠に』
- PS2用ゲーム『宇宙戦艦ヤマト イスカンダルへの追憶』 - 『イスカンダルへの追憶』（『新たなる旅立ち』のゲーム化作品）
- PS2用ゲーム『宇宙戦艦ヤマト 暗黒星団帝国の逆襲』 - 『暗黒星団帝国の逆襲』（『永遠に』前半部のゲーム化作品）
- PS2用ゲーム『宇宙戦艦ヤマト 二重銀河の崩壊』 - 『二重銀河の崩壊』（『永遠に』後半部のゲーム化作品）
- アニメ『宇宙戦艦ヤマト2205 新たなる旅立ち』 - 『2205』（『新たなる旅立ち』のリメイク作品）
- アニメ『ヤマトよ永遠に REBEL3199』 - 『3199』（『永遠に』と『宇宙戦艦ヤマトIII』のリメイク作品）

## 概要
アニメ版でのデザインは、前作『宇宙戦艦ヤマト2』から参加した、松本零士のアシスタントである板橋克己が担当している。また、『新たなる旅立ち』では中村光毅が原案となる準備稿を手掛けている。
アニメ版での同帝国の艦船・航空機メカは、円盤状の艦体の中央に檣楼がそびえ立つという形状（本記事では便宜上「円盤形」と呼称）と前後に長いイモムシのような形状（本記事では便宜上「イモムシ形」と呼称）に大別されており、戦闘艦はおおむね円盤形となっている。カラーリングは黒系統のものとなっており、暖色系のアクセントが入っている。光線の色は『新たなる旅立ち』では緑がかった黄色で、『永遠に』では橙色である。
作品自体に大幅なリメイクが為されたPSゲームシリーズでは、前作までに引き続いて宮武一貴がデザインを担当しており、多数のオリジナル艦船が登場し、既存の艦船も有機的なデザインに変更されている。
リメイクアニメシリーズでは、明貴美加がリデザインを担当しており、オリジナルのデザインを引き継いだ上で、全体的なディティールアップが施されている。

## 巨大戦艦
『新たなる旅立ち』『永遠に』に登場。デザイン担当は中村光毅、板橋克己。
主に暗黒星団帝国の艦隊旗艦を務めている巨大な戦艦である。劇中ではプレアデス・ガリアデス・名称不明艦の計3隻が登場する。
同帝国の戦闘艦に共通する円盤型艦体の中央に、高くそびえる艦橋を配置する艦容で、艦首中央に艦載機発進口がある。全長360メートル・全高350メートル・全幅328.7メートルの巨体を持ち、それに似合わず機動力に優れている。装甲は『新たなる旅立ち』時のヤマトの主砲の直撃に無傷で耐えるほどの堅牢さを誇る。
塗装は黒色を基調とし、艦前部が赤色、艦載機発進口内部は橙色である。
武装は、艦前後に3連装主砲を2基、艦橋前部に3連装副砲を1基装備。光線の色は『新たなる旅立ち』では緑がかった黄色で、『永遠に』では橙色である。
艦載機としてイモ虫型戦闘機や白色円盤型戦闘機、新イモ虫型戦闘機などを搭載している。
推進機関は、主機として本体艦尾に推進ノズルを装備し、補機は本体下部から吊り下げる形で2基を並列設置している。また、艦の両舷には大型のサイドスラスターを備える。
板橋による準備稿では、推進ノズルや司令塔の形状が護衛艦に近いものだったが、決定稿では中村による準備稿に近い形状に戻されている。
プレアデス
『新たなる旅立ち』に登場。暗黒星団帝国マゼラン方面第一艦隊旗艦であり、艦隊司令のデーダーが座乗する。ガミラス艦隊を壊滅状態に追い込む攻撃力と、ヤマトの主砲をものともしない防御力を見せ付ける。さらに艦の性能のみならず、デーダーの「イスカンダルのマザータウンを背にした戦法」で、ヤマトの波動砲を封じて苦しめた。しかし、イスカンダルが再び暴走した一瞬の隙を突かれてヤマトの波動砲攻撃により撃沈され、デーダーも運命を共にした。
ガリアデス
『永遠に』に登場。暗黒星団帝国の地球攻略軍「黒色艦隊」の旗艦であり、カザンが乗艦する。地球防衛艦隊の無人艦隊を壊滅させて地球に降下し、地球占領後は太陽系から脱したヤマトを追撃する。黒色銀河内でヤマトをゴルバ型浮遊要塞群に追い込むが、その後の消息は描写されておらず不明。
名称不明艦
『永遠に』に登場。黒色銀河内に配備されていた暗黒星団帝国艦隊の旗艦。ヤマトとの交戦により僚艦のすべてを失い、1隻だけ逃げ延びるが、その後の行方は不明。この逃走方向から、ヤマトクルーは銀河の抜け道の目星をつけることとなる。なお、ひおあきらの漫画版では、この一連のシーンに巨大戦艦は登場しない。

### 巨大戦艦プレアデス級（PSゲーム）
『イスカンダルへの追憶』にプレアデスが、『暗黒星団帝国の逆襲』にガリアデスが登場している。デザイン担当は宮武一貴。
新たなデザインと設定が起こされた。艦種名が「巨大戦艦プレアデス級」と設定され、戦艦グロデーズの意匠を取り入れたような有機的なデザインとなっており、特に艦橋周りや艦底部のデザインなどがオリジナルとはまったく異なっている。武装も、主砲の3連装砲が4連装砲に変更されており、前後1基ずつであったものが主力戦艦と同様に前部1基のみとなり、副砲も前部に1基のみであったものが艦橋周囲に7基と大幅に増やされている。ただし、ゲーム本編では内4基のみが使用されている。なお、設定画に記述はないが、他の艦の対空砲座と同形状のディティールも艦体各部に多数描かれており、ゲームシステム上の武装でも対空機銃2群が設定されている。
偏向バリアーと自動修復装置を装備し、ヤマトのショックカノンはもちろん、波動砲すら通用しない堅固さを見せる。しかし、実弾に弱く、魚雷攻撃でダメージを受ける脆さも持っている。ゲームシステム上では、波動砲と砲撃系統の武装を無効化し、雷撃系統の攻撃でのみダメージを与えられる仕様となっている。
塗装は黒色を基調としているが、艦前部と艦体のふちが橙色、艦載機発進口内部は赤色と、アニメとは逆になっている。

ガリアデスは地球侵攻軍・第二特務艦隊所属とされ、艦隊司令としてゲームオリジナルキャラクターであるミヨーズが乗艦している。

### プレアデス改級攻勢型戦艦（リメイクアニメ）
『2205』『3199』に登場。デザイン担当は明貴美加。
デザリアム軍の艦隊旗艦を務める大型戦艦で、後述するプレアデス級の改良型。『2205』劇中ではデーダーの座乗するマゼラン派遣軍所属艦の「グレート・プレアデス」が、『3199』ではデザリアムが劇中で展開する歴史修正計画の支援艦隊総旗艦で、カザンの座乗する2番艦の「ガリアデス」がそれぞれ登場する。2隻ともほぼ差異はないが、ガリアデスはグレート・プレアデスに見られた発光ラインを艦橋周辺と基部まで延長されている。
基となったプレアデス級と同様に円盤形の船体構造を持つが、艦橋部のパーツが増加しアンテナ類も形状が変化しているのに加えて、積層型姿勢制御ユニットと呼ばれる翼状のパーツが機動翼として船体側部に取り付けられていることで、やや角張った印象となっている。『3199』ではグロテーズ級よりも古い設計とされている。

本来はリメイクアニメにおけるプレアデスとして明貴がデザインしたものだったが、オリジナルと同様のデザインのプレアデスも登場させることになったため、プレアデスの改良型という設定になり、プレアデスの前にグレートの名を冠することとなった。

### プレアデス級攻勢型戦艦（リメイクアニメ）
『2205』『3199』に登場。リデザイン担当は明貴美加。
デザリアム軍の主力を為す量産型戦艦。『2205』『3199』いずれもデザリアム軍艦隊の主力艦として多数が登場しており、『2205』劇中ではデザリアム・ハンマーをガミラス星に送り込んだマゼラン派遣軍艦隊の構成艦が、『3199』劇中では地球制圧計画を含む歴史修正計画を実行する、デザリアム軍艦隊の構成艦がそれぞれ登場する。

リメイクアニメにおけるプレアデスのデザインは当初はグレート・プレアデスのものだったが、オリジナルのデザインのものも登場させることとなり、『新たなる旅立ち』での艦隊旗艦という立ち位置をグレートプレアデスに譲り、量産主力艦としての登場となった。

## グロデーズ
『永遠に』に登場。デザイン担当は松本零士、板橋克己。
暗黒星団帝国本星のデザリアム星に複数配備されており、「新黒色艦隊」を構成する。全長380メートルの大型戦艦で、劇中では「ヘビー級」と評されている。全身黒色で芋虫のような有機的な形状をしており、従来の暗黒星団帝国の艦船とはデザインの共通点が見られない。
艦橋は艦前部にあり、その上部に大型エネルギー砲1門を備える。また、艦首両舷の開閉式ドームの中に無限ベータ砲が2門ある。その他の武装については一切不明。
原案での艦名は「グロス・アクアリアン」であった。また、艦の上下は逆であった。しかし、逆さまであることを除けば、松本原案と板橋の決定稿とはデザイン的には全く同一である。準備稿は他にも砲塔があるタイプなど複数描かれている。
劇中では、スカルダートの制止を振り切って、200年後の地球に偽装したデザリアム星から立ち去ろうとするヤマトに前に、本艦5隻による新黒色艦隊が現れ、虚構の歴史通りに葬るべく猛攻を加えてくる。しかし、歴史の偽りに気づいたヤマトは士気を取り戻して反転し、新波動砲の発射準備に入る。新黒色艦隊はデザリアム星の援護に回り、先にとどめを刺そうと全艦一斉に無限ベータ砲を発射するも、直後に発射された新波動砲に無限ベータ砲のエネルギー波は飲み込まれたうえに1隻に命中して撃沈。波動エネルギーが過剰反応して他艦にも誘爆して新黒色艦隊は全滅。さらにその大爆発の影響はデザリアム星にも波及し、表面が炎に包まれて真の姿を現すことになる。
なお、本艦のテーマBGM（戦闘BGM）として、宮川泰作曲の「戦艦グロデーズ」がある。

### 無限β砲搭載超弩級戦艦グロテーズ（PSゲーム）
『二重銀河の崩壊』に登場。デザイン担当は宮武一貴。
帝星近衛軍・黒色艦隊総司令官サーグラスの座乗艦である。原作とは異なり、登場するのは1隻のみ。
新たなデザインと設定が起こされ、正式名称が「無限β砲搭載超弩級戦艦『グロテーズ』」となっている。外観は原作をベースとしつつ、艦首が伸びて全高も低く押さえられ、上から見ると槍の穂先の様なスマートな形状に変わっている。原作にあった艦首突起部の主砲を撃つことはなく、主に無限β砲で攻撃する。最後は無限β砲とヤマトの波動砲とで一騎打ちを行うも、これに敗れて爆散する。

### グロデーズ級殲滅型戦艦（リメイクアニメ）
『3199』に登場する。デザイン担当は明貴美加。
『2205』においてメルダーズ艦隊が地球・ガミラス艦隊と交戦した際に得たデータを基に開発されたデザリアム軍の新鋭艦。ヤマトを主に参考にして設計されており、その形状はプレアデス改級などの従来艦とは大きく異なる。
「大喪失」によって失われていた旧時代の宇宙艦隊の情報を『2205』で入手したことで試験的に導入された新たな艦隊運用計画における旗艦としての側面も持っており、従来司令塔として使用されていた自動惑星ゴルバと同等の機能を盛り込まれている。
プレアデス改級を上回る機動性、ゴルバと同等の位相変換装甲を有し、非常に高い戦闘能力を持つと同時に、位相変換装甲による完全ステルス化や亜空間を介して敵を捕獲する「キャプチャーフィールド」などの補助装備も充実している。
劇中ではランベルという新キャラクターが艦長を務めている。

本作では「ヤマトのライバル艦に育てたい」と、総監督と脚本を務める福井晴敏が述べていたと言われている。

## 巡洋艦
『永遠に』に登場。デザイン担当は板橋克己。
全長220メートルで、同国の護衛艦より一回り大きい。武装は3連装砲塔を前部に並列に2基と後部に1基の計3基装備し、大型・小型のミサイルを下部に各2発ずつ計4発懸架している。左舷前部から戦闘用レーダーアンテナが突き出ている。

本作において新たに設定された新型艦だが、劇中ではわずかなシーンしか出番が無く、そのシーンですら護衛艦との見分けが付き辛いなど、あまり目立っていない。

## 護衛艦
『新たなる旅立ち』『永遠に』に登場。デザイン担当は中村光毅、板橋克己。
名称通りフリゲートである地球防衛軍の護衛艦とは異なり、主力艦艇として運用されている。
暗黒星団帝国の戦闘艦に共通する、円盤型本体の中央に艦橋が配置される形状をしている。全長108メートルの小型艦で小回りが利くが、ショックカノン1発で2隻同時に貫通されるなど耐久力は低い部類に入る。武装は、格納可能な3連装主砲を艦橋構造物基部に1基装備しているほか、艦体両脇にリング状のビームを放つ光線砲2基を装備している。
『新たなる旅立ち』と『永遠に』で若干カラーリングが異なっており、『新たなる旅立ち』では艦前部中央がオレンジだったが、『永遠に』では濃いグレーとなっている。
中村による準備稿では、砲塔が3方向へむけて3基配置されていた。また、司令塔も決定稿より細長く、上半分は巨大戦艦に似た形状をしていた。
劇中での登場
宇宙戦艦ヤマト 新たなる旅立ち
デーダー指揮下の第1艦隊および資源採掘船団の護衛部隊に配備。船団護衛部隊はガミラス星においてデスラー残存艦隊の奇襲を受けて撃滅される。第1艦隊所属艦は、逆にデスラー艦隊をイスカンダル付近にて奇襲し、大損害を与えるが、デスラー機雷やヤマト艦載機のミサイル・レーザーによる攻撃によって徐々に数を減らし、最終的にはヤマトの主砲と煙突ミサイルによって全艦撃沈される。
ヤマトよ永遠に
黒色艦隊と暗黒星雲内部の艦隊に配置。黒色艦隊所属艦は小回りの良さを生かし無人艦隊を翻弄し、撃滅する。暗黒星雲内部の艦隊所属艦は、長距離から砲撃や高速を生かして肉薄突撃などを仕掛けるも、ヤマトの主砲とミサイルによって全艦撃沈され、旗艦（巨大戦艦）のみが逃げ帰る結果となる。

### 暗黒星団護衛駆逐艦級（PSゲーム）
『イスカンダルへの追憶』『暗黒星団帝国の逆襲』『二重銀河の崩壊』に登場。デザイン担当は宮武一貴。
プレアデスと同様、グロデーズの意匠が取り入れられた有機的なデザインへのアレンジがされているが、シルエット的には比較的原作からの変化が少なく、他のゲームオリジナル艦に比べても原作寄りのフォルムをしている。

主砲塔は前部の1基のみとなり、司令塔基部ではなく前部甲板上のある。また、艦首上面両側と司令塔斜め後方には二連装の副砲塔が計4基備わっている。さらに、両舷には巡洋艦級や駆逐艦級と共通したデザインの空間魚雷発射管が計2基設置されているほか、司令塔の後方には、後方斜め下方向への空間機雷の投射口がある。なお、設定画に記述はないが、他の艦の対空砲座と同形状のディティールも艦体各部に描かれており、ゲームシステム上の武装でも対空機銃2群が設定されている。一方で、アニメ版であったリング状光線砲はない。

### ヒアデス級護衛艦（リメイクアニメ）
『2205』『3199』に登場。リデザイン担当は明貴美加。
プレアデス級共々、デザリアム軍艦隊を構成する艦艇。原作から全長が倍以上にスケールアップされている他、艦橋構造物は切り詰められている。主砲の三連装重核子アルファ砲塔はプレアデス級及びプレアデス改級の副砲と同型で、火力面ではこれらに比べて劣っている。また機関面では、プレアデス級が備えていた補機や艦底部管制室は持たず、主機関のみの構成となっており、機関出力は低い。そのため艦載機運用に必要なエネルギー充填の余力がないことからプレアデス級及びプレアデス改級が有していた艦載機運用能力は有していない。位相変換装甲も機関出力の関係から装甲強度は低く、地球艦やガミラス艦の主砲はおろか、航空機の連続攻撃で撃沈される描写がある。

『2205』にて初登場、マゼラン派遣軍の構成艦として、デーダーが指揮する艦隊や自動惑星ゴルバの直掩として多数登場。イスカンダルを追跡中のバーガー艦隊をプレアデス級とともに後方から奇襲して損害を与えるが、バーガー艦隊の反撃とデスラー艦隊からのデスラー砲による攻撃で多数が撃沈されている。その後もデスラー艦隊や救援に駆け付けた第65護衛隊との戦闘で多数が撃沈される。

## 巨大宙母
『永遠に』に登場。デザイン担当は辻忠直、板橋克己。
黒色艦隊所属の超大型空母。全長500メートル近くあり、暗黒星団帝国の巨大戦艦やグロデーズを上回るほどの超大型艦である。同国のその他の戦闘艦同様、艦体は円盤状である。艦体中央部、首尾線方向に大きな切り込みが有り、そこを幅の広い1本の滑走路としている。艦橋構造物は左舷側に寄っている。滑走路の両脇を格納庫としているため、エレベーター等で上下移動させる必要なく、同一平面で艦載機の準備が可能である。
劇中では地球侵攻部隊の第2陣として中間補給基地に複数係留されていたが、コスモタイガーIIの空襲によって出撃前に全艦撃沈され、目立った活躍をすることなく終わる。

## 暗黒星団主力戦艦級（PSゲーム）
『イスカンダルへの追憶』『暗黒星団帝国の逆襲』『二重銀河の崩壊』に登場。デザイン担当は宮武一貴。
暗黒星団帝国が所有する主力戦艦。帝国の多くの艦隊に配備されており、一例を挙げると『イスカンダルへの追憶』におけるデーダーが指揮するマゼラン方面第一艦隊（ステージ11「プレアデスとの決戦」）や、オリオン座アルファ星ベテルギウスにおいて、恒星エネルギー資源採掘を指揮したルーギスの恒星エネルギー資源採掘艦隊（ステージ07「α星・父の遺産」）、『暗黒星団帝国の逆襲』におけるミヨーズ指揮下のヤマト待ち伏せ艦隊（ステージ06「包囲網突破」）などがある。
プレアデス級を一回りスケールダウンしたものだが、円盤型艦体の中央に、高くそびえる艦橋を配置する艦容という、同帝国の戦闘艦に共通する、基本的なデザインを踏襲している。ただし、艦体形状は円盤型というより、蝙蝠型といった方が近い。また、メインエンジンがそれぞれ艦橋と艦底から3方に伸びており、真後ろからエンジンノズルをみると「Y」の字に見えるという独特の形状をしている。
武装は、三連装主砲を1基、三連装副砲を8基を装備、その内上部前方1基、両舷後方2基および底部1基をゲーム本編で使用。デザイン上でのものだが、プレアデス級と同じく空母としての機能も持っており、艦首に2か所発進口を有している。塗装は黒色を基調とし、船体のふちを橙色、艦載機発進口内部は赤色としている。

『イスカンダルへの追憶』では、デスラー艦隊の追撃（ステージ06「タランの戦い」、ステージ08「第5惑星アスタル破壊」、ステージ10「青き地表へ」）や、恒星エネルギー資源採掘艦隊の右翼艦隊旗艦「エルドラA」、および左翼艦隊旗艦「エルドラB」として、またプレアデス艦隊の随伴艦隊として活躍している。ほかにも『暗黒星団帝国の逆襲』では、ミヨーズ指揮下のヤマト待ち伏せ艦隊に参加。『二重銀河の崩壊』では最終面（ステージ11「デザリアム中枢都市」）に登場する。

## 暗黒星団狙撃戦艦級（PSゲーム）
『暗黒星団帝国の逆襲』『二重銀河の崩壊』に登場。デザイン担当は宮武一貴。
暗黒星団帝国が所有する戦艦。最大の特徴は、艦体前方上下に1基ずつ装備した大型の単装主砲「大口径長距離砲」で、これは戦闘宙域の3分の2を超える非常に長い射程を誇る。そのためレーダーでの索敵が困難な上、通常の主砲はもちろん波動砲での反撃も届かず、一方的にアウトレンジから攻撃できるようになっている。副砲として「中口径長距離砲」1基を上部主砲と背負い式の装備、ほかに対空機銃2基を備える。反面、防御力は低く、コスモタイガーの機銃でも撃沈できる。戦艦というよりはスナイプ・モニター（狙撃砲艦）の性格が強い。
円盤状の胴体に、艦首とメインノズルを取り付けたスタイルをしており、基本形状は円盤型戦闘機に近いデザインをしている。また艦体中央から艦首にかけて伸びる角の様な突起構造物が左右両対存在している。塗装は黒色を基調とし、艦首部が橙色、艦体円盤部分の側面が赤色となっている。艦名は暗黒星団狙撃戦艦級。
『暗黒星団帝国の逆襲』では、同艦5隻が奇襲を受け壊滅状態だった中間補給基地の防衛任務に当たった（ステージ08「中間基地」）。以降、高速巡航仕様の艦が暗黒銀河外縁部で機雷原にはまり込んだヤマトを同艦の艦隊が迎え撃った（ステージ09「暗黒の銀河へ」）。また『二重銀河の崩壊』では、サーグラス指揮下の艦隊（ステージ05「決闘」、ステージ09「もうひとつの地球」）や、第8補給基地守備艦隊などに配備された（ステージ08「隠された星」）。

## 暗黒星団α砲搭載実験戦艦級（PSゲーム）
『二重銀河の崩壊』に登場。

## 暗黒星団巡洋艦級（PSゲーム）
『イスカンダルへの追憶』『暗黒星団帝国の逆襲』『二重銀河の崩壊』に登場。デザイン担当は宮武一貴。
『永遠に』に登場した巡洋艦との共通点はなく、主力艦艇のひとつとして登場している。なお、宮武の設定デザイン画（詳細解説版）には、「艦型更新の遅れた旧世代艦」と記載されている。

艦体形状は上から見ると卵形の円盤型をしていて、幅の狭い方を艦首としている。艦体中央に立つ艦橋は低く、艦首に向けて「く」の字に曲がっているのが特徴。艦橋の背後にはT字形のマストが1本立っている。エンジンノズルが艦体後部中央より、左右外側に向けて羽の様な形で存在している。武装は2連装主砲を3基、4連装空間魚雷発射管を6基、3連装副砲を6基、艦底ミサイルランチャーなどを持つ。塗装は黒色を基調とし、船体のふちを橙色としている。

## 暗黒星団駆逐艦級（PSゲーム）
『イスカンダルへの追憶』『暗黒星団帝国の逆襲』『二重銀河の崩壊』に登場。デザイン担当は宮武一貴。
艦体形状は卵形の円盤型をしていて、幅の広い方を船首としている。艦体前方の船首寄りの部分に艦橋が立っており、周囲に武装を配置する。艦橋は低く、艦体後部に向けて湾曲した形状をしている。円盤型の艦体に塔の様な艦橋がそびえたつという、暗黒星団帝国軍艦の基本デザインとは大きく趣を異にしているのが特徴である。艦名は暗黒星団駆逐艦級。
同艦を無人化し、機動力を上げた暗黒星団高速駆逐艦級も存在する。

なお、原作で駆逐艦のような立ち回りをした護衛艦は、ゲーム版でも別途に登場する。

## 暗黒星団大型主力空母級（PSゲーム）
『イスカンダルへの追憶』『暗黒星団帝国の逆襲』に登場。デザイン担当は宮武一貴。
暗黒星団帝国が所有する主力空母である。船体は木の葉形をしており、艦上全体が飛行甲板となっている。艦橋や搭載艦砲などは艦首と左右両艦尾の三か所から延びるアーチ橋の上に作られているため、一種の中空構造となっている。真上からこのアーチ橋部分を見ると、「Y」の字に見えるという独特の形状をしている。エンジンノズルは左右両艦尾から外側に突き出るような形で存在している。艦名は暗黒星団大型主力空母級。塗装は黒色を基調とし、船体のふちを橙色としている。武装は三連装主砲を2基。設定画に表記はないが、他の艦の対空機銃と同形状のものも艦首や両舷部分に描かれている。ゲームシステム上は大口径主砲2基と対空機銃4群となっている。
主な艦載機は暗黒星団爆撃機・暗黒星団戦闘機・暗黒星団重戦闘機・暗黒星団エース級迎撃戦闘機などである。

『イスカンダルへの追憶』では、第5惑星アスタルにおけるデスラー艦隊追撃艦隊（ステージ06「タランの戦い」、ステージ08「第5惑星アスタル破壊」）や、 オリオン座アルファ星ベテルギウスにおいて、恒星エネルギー資源採掘を指揮したルーギスの恒星エネルギー資源採掘艦隊（ステージ07「α星・父の遺産」）、 七色星団におけるクーギス指揮下のヤマト待ち伏せ艦隊（ステージ09「七色星団空中戦」）、『暗黒星団帝国の逆襲』ではオールト雲において ゆきかぜ・改を追撃していた艦隊（ステージ04「オールト雲・彗星の巣」）や、ミヨーズ指揮下のヤマト待ち伏せ艦隊（ステージ06「包囲網突破」）などの中に登場している。他の敵ユニットに比べると登場ステージ数が若干少なく、またほとんどの場合1つのステージにつき1隻程度となっており、登場する艦数は少ない。

## 暗黒星団戦闘空母級（PSゲーム）
『暗黒星団帝国の逆襲』『二重銀河の崩壊』に登場。デザイン担当は宮武一貴。